# Malăk izvor (distrikt i Lovetj)
Malăk izvor (bulgariska: Малък извор) är ett distrikt i Bulgarien.   Det ligger i kommunen Obsjtina Jablanitsa och regionen Lovetj, i den centrala delen av landet, 70 km öster om huvudstaden Sofia.